# Винисиус и Том
Винисиус и Том са талисманите на летните Олимпийски и Параолимпийски игри в Рио де Жанейро през 2016 г.
Талисманите олицетворяват бразилските флора и фауна. Винисиус е образ на фауната и е изобразен като жълта котка, докато Том е растение, което има елементи на цвете и на дърво.

## История
Винисиус и Том са избрани за талисмани на 23 ноември 2014 г., като са предпочетени пред „Оба и Еба“ и „Тиба Тук и Ескуиндим“. Според историята им, Винисиус и Том са родени от радостта на бразилците от домакинството на олимпиадата. Талисманите са кръстени на известните бразилски боса нова музиканти Винисиус ди Морайс и Антониу Карлус Жобим.
На 5 август 2015 г. по Cartoon Network е излъчен анимационен филм с талисманите.